# 禮和洋行大樓
禮和洋行大樓位於上海市黃浦區江西中路255號，是上海市第二批優秀歷史建築之一。這棟建築完工於1898年，是德商禮和洋行在上海的辦公地點，共有四層，是上海19世紀洋行建築物中規模最大的之一。